# 阿尔努河
阿尔努河（法語：Arnoult，法語發音：[aʁnu]）是法国新阿基坦大区滨海夏朗德省的河流，是夏朗德河的左支流，长40.5千米。